# Polly Scattergood

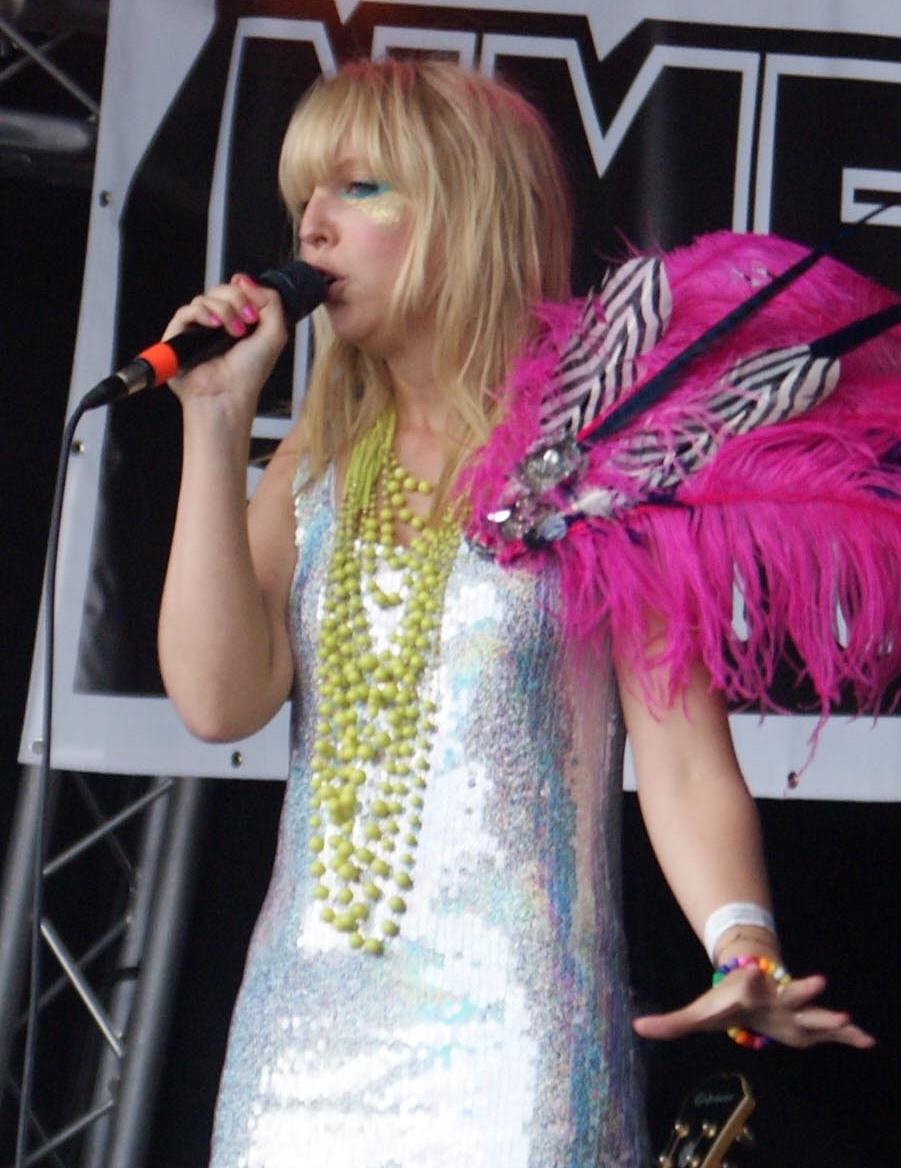
Polly Scattergood, 2009

Polly Scattergood (* 18. Oktober 1986 in Colchester) ist eine englische Sängerin und Komponistin.

## Leben
Geboren wurde sie 1986 und wuchs mit ihren beiden jüngeren Brüdern in Wivenhoe, einem Fischerdorf, in der Nähe von Colchester auf. Mit 16 Jahren zog sie nach London und arbeitete dort zur Finanzierung ihres Musikstudiums in der Großmarkthalle.

## Musikalische Karriere
Ersten wichtigen musikalischen Einfluss erfuhr sie als Zwölfjährige während ihrer Schulzeit, als sie Text und Musik von Suzanne Vegas Lied „Luka“ kennenlernte.
In London besuchte sie später im Stadtteil Croydon die renommierte London School for Performing Arts & Technology und komponierte dort während ihrer Ausbildung bereits über 800 Lieder.
2005 wurde ihre erste Single Glory Hallelujah veröffentlicht, weitere Singles folgten. Ihr erstes Album Polly Scattergood erschien im März 2009 in Großbritannien und den USA (bei Mute Records), in Deutschland ist es bislang nicht verlegt. Für ihr Debütalbum erhielt Polly Scattergood in Großbritannien u. a. von der BBC, von The Guardian, von The Independent, The Sun und von verschiedenen Musikmagazinen positive Kritiken.
Scattergood beschreibt sich selbst als „Geschichtenerzählerin“. Ihre Musik könnte als Indie-Pop kategorisiert werden und erinnert an Kate Bush, Tori Amos, Björk, Kate Nash oder Soap&Skin.

## Diskographie

### Album
- Polly Scattergood (2009)
- Arrows (2013)
- In This Moment (2020)

### Singles
- Glory Hallelujah (2005)
- Nitrogen Pink (2007)
- I Hate the Way (2008)
- Other too Endless (2009)
- Please Don't Touch (2009)
- Wanderlust (2013)